# Nicolás Valentini
Nicolás Valentini (Junín, 6 aprile 2001) è un calciatore argentino con passaporto italiano, difensore del Verona, in prestito dalla Fiorentina.

## Carriera

### Club
Cresciuto nel settore giovanile del Boca Juniors, debutta in prima squadra l'8 maggio 2021 in occasione dell'incontro della Copa de la Liga Profesional perso per 1-0 contro il Patronato.
Nel 2022 viene ceduto in prestito all'Aldosivi, esordendo in Primera División il 7 giugno 2022 disputando l'incontro perso per 2-1 contro l'Argentinos Juniors. Trova la sua prima marcatura in campionato il 9 ottobre seguente, nell'incontro perso per 2-1 contro il Boca Juniors.
Nella stagione successiva ritorna al Boca, dove riesce a giocare con discreta continuità. Realizza la prima rete ufficiale nella vittoria per 2-0 contro l'Independiente. Il 15 aprile 2024, la dirigenza decide di metterlo fuori rosa per problematiche relative al rinnovo del contratto.
Rimasto svincolato dal club argentino, il 2 gennaio 2025 si trasferisce a titolo gratuito alla Fiorentina, in Serie A, con cui firma un contratto valido fino al 30 giugno 2029. Il 3 febbraio seguente viene ceduto in prestito al Verona. Esordisce cinque giorni dopo, nel corso della sonora sconfitta interna contro l'Atalanta, rilevando nel secondo tempo Flavius Daniliuc.
Dopo esser rientrato ai Viola il seguente 1° luglio, il 22 luglio il prestito al Verona viene prolungato di un'ulteriore stagione.

### Nazionale
Il 15 dicembre 2023 gioca la sua prima con la maglia della nazionale argentina, in un'amichevole della rappresentativa Under-23 prima delle qualificazioni olimpiche. 
Nel marzo del 2024 viene convocato per la prima volta anche in nazionale maggiore.

## Statistiche

### Presenze e reti nei club
Statistiche aggiornate al 18 agosto 2025.
| Stagione            | Squadra             | Campionato          | Campionato | Campionato | Coppe nazionali | Coppe nazionali | Coppe nazionali | Coppe continentali | Coppe continentali | Coppe continentali | Altre coppe | Altre coppe | Altre coppe | Totale | Totale |
| Stagione            | Squadra             | Comp                | Pres       | Reti       | Comp            | Pres            | Reti            | Comp               | Pres               | Reti               | Comp        | Pres        | Reti        | Pres   | Reti   |
| ------------------- | ------------------- | ------------------- | ---------- | ---------- | --------------- | --------------- | --------------- | ------------------ | ------------------ | ------------------ | ----------- | ----------- | ----------- | ------ | ------ |
| 2021                | Boca Juniors        | PD                  | 0          | 0          | CA+CdL          | 0+1             | 0               | CL                 | 0                  | 0                  | -           | -           | -           | 1      | 0      |
| 2022                | Aldosivi            | PD                  | 25         | 1          | CA+CdL          | 0+14            | 0               | -                  | -                  | -                  | -           | -           | -           | 39     | 1      |
| 2023                | Boca Juniors        | PD                  | 15         | 1          | CA+CdL          | 1+10            | 0               | CL                 | 11                 | 0                  | SA+SI       | 0           | 0           | 37     | 1      |
| 2024                | Boca Juniors        | PD                  | 0          | 0          | CdL             | 7               | 1               | CS                 | 2                  | 0                  | -           | -           | -           | 9      | 1      |
| Totale Boca Juniors | Totale Boca Juniors | Totale Boca Juniors | 15         | 1          |                 | 19              | 1               |                    | 13                 | 0                  |             | 0           | 0           | 47     | 2      |
| feb.-giu. 2025      | Verona              | A                   | 14         | 0          | CI              | -               | -               | -                  | -                  | -                  | -           | -           | -           | 14     | 0      |
| 2025-2026           | Verona              | A                   | 0          | 0          | CI              | 1               | 0               | -                  | -                  | -                  | -           | -           | -           | 1      | 0      |
| Totale Verona       | Totale Verona       | Totale Verona       | 14         | 0          |                 | 1               | 0               |                    | -                  | -                  |             | -           | -           | 15     | 0      |
| Totale carriera     | Totale carriera     | Totale carriera     | 54         | 2          |                 | 34              | 1               |                    | 13                 | 0                  |             | 0           | 0           | 101    | 3      |

## Palmarès

### Club

#### Competizioni nazionali
- Supercopa Argentina: 1

Boca Juniors: 2022